# ستاد مشترک نیروهای مسلح چین
ستاد مشترک نیروهای مسلح چین (چینی: 中央军委联合参谋部) ارگان فرماندهی و ستاد ارتش آزادیبخش خلق است که جایگزین اداره ستاد کل ارتش آزادیبخش خلق شده است. این اداره در تاریخ ۱۱ ژانویه ۲۰۱۶، تحت اصلاحات نظامی شی جین پینگ، رئیس کمیسیون مرکزی نظامی، تأسیس شد.
قرارگاه مرکزی ستاد مشترک نیروهای مسلح چین در پکن مستقر است. این ستاد تحت رهبری مطلق کمیسیون مرکزی نظامی قرار دارد و به‌عنوان یک رابط نهادی بین اعضای کمیسیون مرکزی نظامی و فرماندهی‌های صحنه نبرد عمل می‌کند.
وظایف اصلی ستاد مشترک نیروهای مسلح شامل انجام برنامه‌ریزی پشتیبانی رزمی و پشتیبانی فرماندهی رزمی، مطالعه و تدوین استراتژی و الزامات نظامی، سازماندهی ارزیابی توانایی رزمی، ترتیب و آموزش آموزش‌های مشترک و آمادگی رزمی و کارهای معمول آمادگی جنگی است.